# Wladimir Resnitschenko
Wladimir Resnitschenko est un escrimeur soviétique puis allemand, né le 27 juillet 1965 à Almaty.

## Carrière
Vladimir Reznichenko (son nom en russe) participe à l'épreuve d'épée sous les couleurs soviétiques lors des Jeux olympiques d'été de 1988 à Séoul. Il y remporte la médaille de bronze dans l'épreuve par équipe. Lors des Jeux olympiques d'été de 1992 à Barcelone, il remporte la médaille d'or dans l'épreuve par équipe sous les couleurs allemandes.

## Palmarès

### Jeux olympiques
Représentant l'Union Soviétique :
- Jeux olympiques d'été de 1988 à Séoul
  -  Médaille de bronze à l'épée par équipe

Représentant l'Allemagne :
- Jeux olympiques d'été de 1992 à Barcelone
  -  Médaille d'or à l'épée par équipe

### Championnats du monde
Représentant l'Union Soviétique :
- Championnats du monde d'escrime 1987
  -  Médaille d'or à l'épée par équipe